# 厚喙菊
厚喙菊（学名：Dubyaea hispida）是菊科厚喙菊属的植物。分布在锡金、尼泊尔、不丹、印度、缅甸以及中国大陆的云南、西藏、四川等地，生长于海拔3,200米至4,200米的地区，多生于草甸、高山林缘、林下或灌中，目前尚未由人工引种栽培。